# Kusięta (przystanek kolejowy)
Kusięta – zlikwidowany przystanek osobowy we wsi Kusięta, w województwie śląskim, w powiecie częstochowskim, w gminie Olsztyn, na linii kolejowej nr 61.